# کابتن بشیر
کابتن بشیر (عربی: كابتن بشير الدخن بلال؛ زادهٔ ۱ ژوئن ۱۹۹۴) بازیکن فوتبال اهل سودان است.
وی همچنین در تیم ملی فوتبال سودان بازی کرده‌است.